# Dolichoderus germaini
Dolichoderus germaini är en myrart som beskrevs av Carlo Emery 1894. Dolichoderus germaini ingår i släktet Dolichoderus och familjen myror. Inga underarter finns listade i Catalogue of Life.

## Bildgalleri

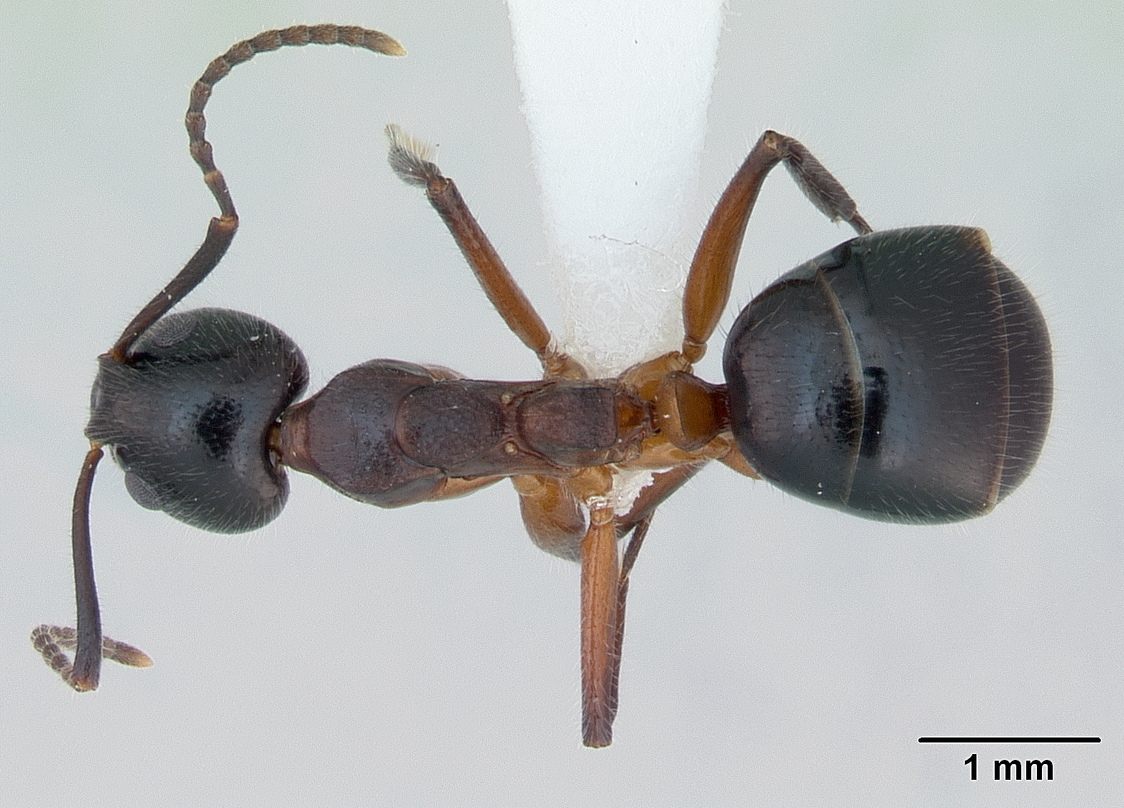
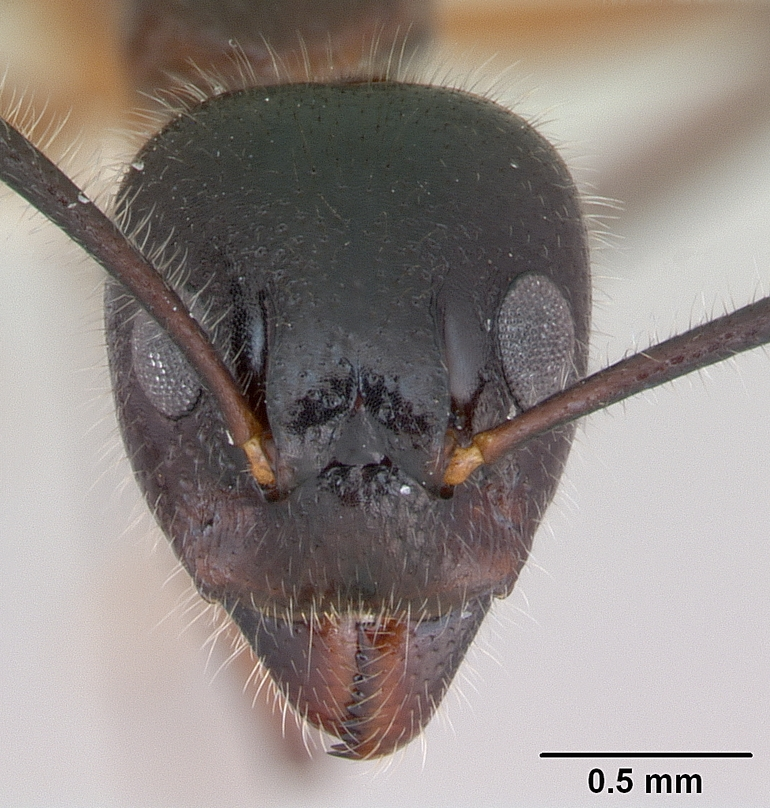
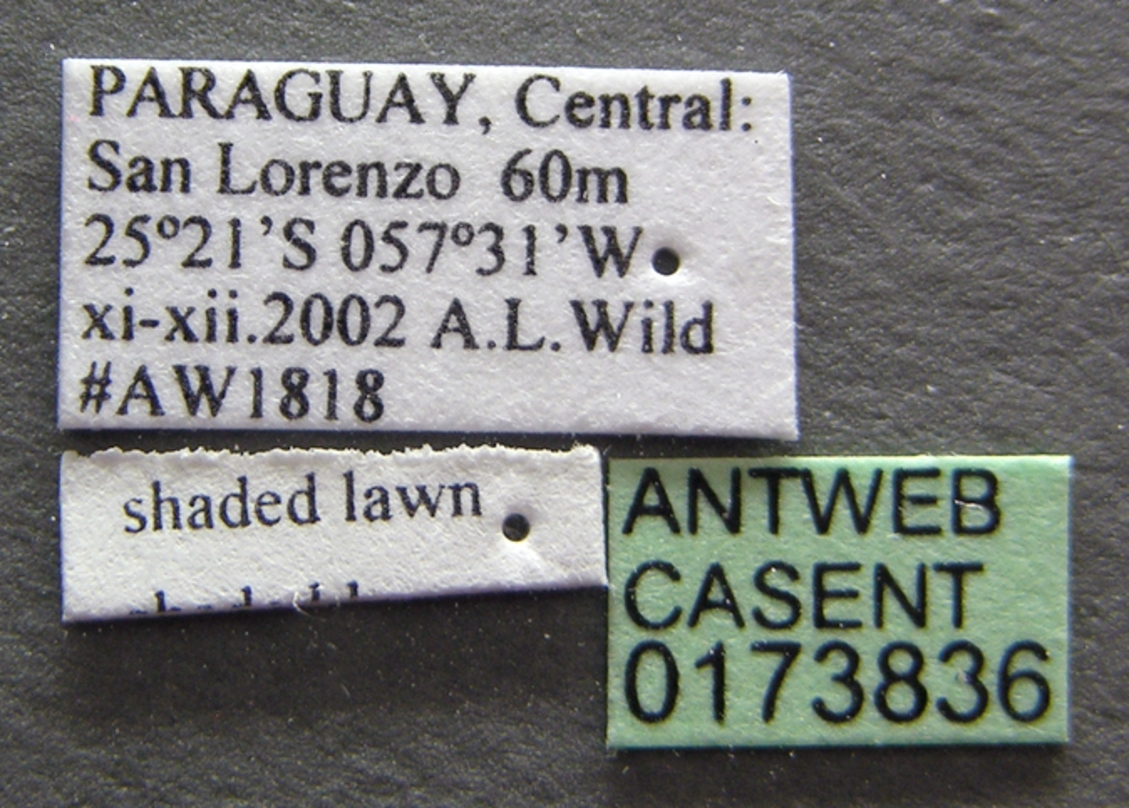
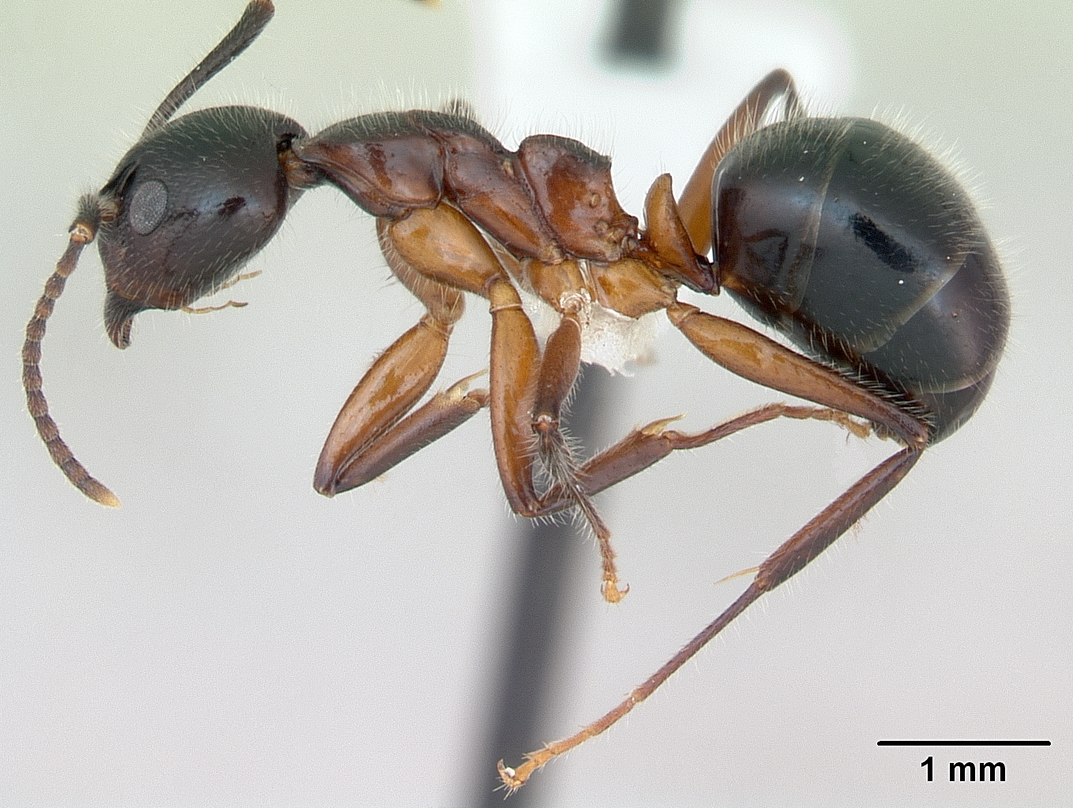
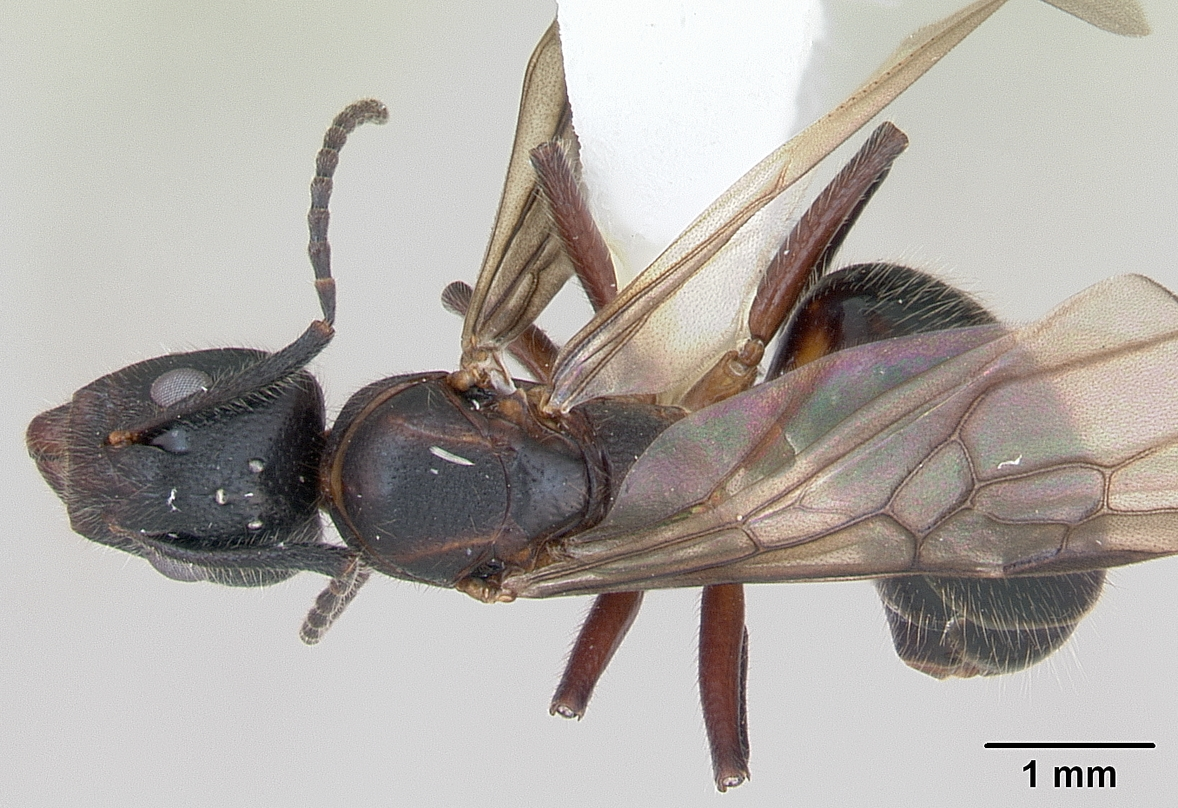
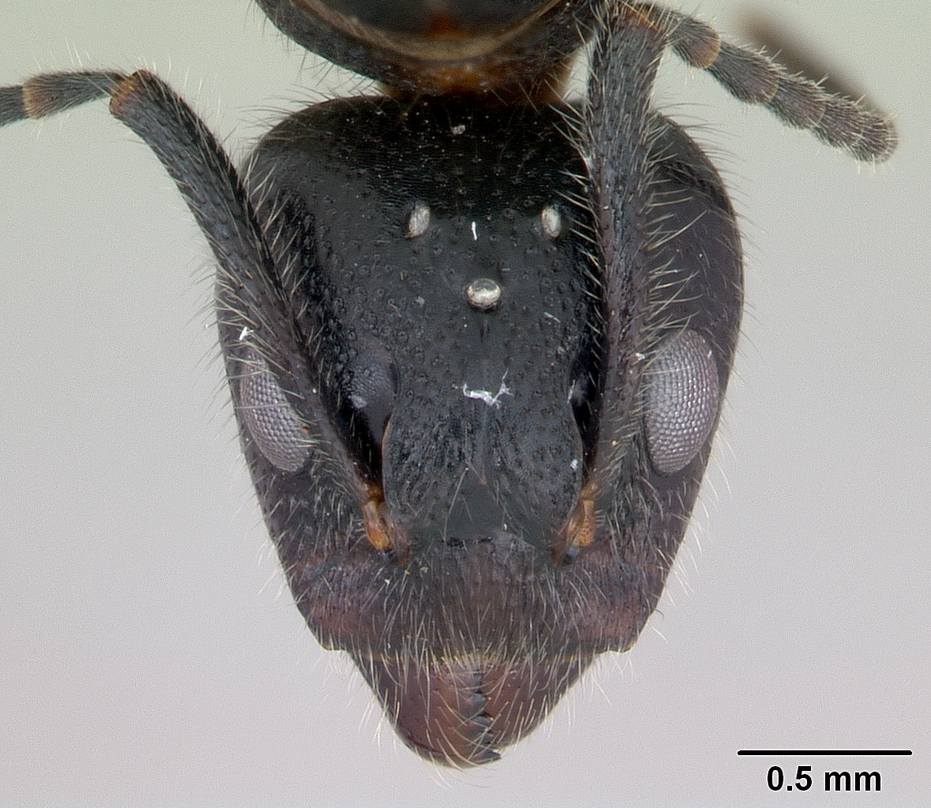